# Internet por satélite
Internet por satélite, internet satelital o conexión a Internet vía satélite es un método de conexión a Internet utilizando como medio de enlace un satélite. Es un sistema recomendable de acceso en aquellos lugares donde no llega el cable o la telefonía, como zonas rurales o alejadas. En una ciudad constituye un sistema alternativo y algo barato a los usuales.

## Enlaces

Cómo funciona el internet por satélite.

Las señales llegan al satélite desde la estación en tierra por el "haz ascendente" y se envían a la tierra desde el satélite por el "haz descendente". Para evitar interferencias entre los dos haces, las frecuencias de ambos son distintas. Las frecuencias del haz ascendente son mayores que las del haz descendente, debido a que cuanto mayor sea la frecuencia se produce mayor atenuación en el recorrido de la señal, y por tanto es preferible transmitir con más potencia desde la tierra, donde la disponibilidad energética es mayor.
Para evitar que los canales próximos del haz descendente interfieran entre sí, se utilizan polarizaciones distintas. En el interior del satélite existen unos bloques denominados transpondedores, que tienen como misión recibir, cambiar y transmitir las frecuencias del satélite, a fin de que la información que se envía desde la base llegue a las antenas receptoras.

### Equipo necesario
Para conectarse a Internet vía satélite son necesarios los siguientes elementos:
- Módem (externo o en tarjeta PCI) para satélite (DVB-S).
- Antena parabólica y soporte.
- iLNB[1] o LNB interactivo, como Norsat 1200HC.[2]
- Alimentador de corriente.
- Módem telefónico o conexión con Internet capaz de realizar envío de datos, si el acceso es unidireccional, aunque lo más habitual es que sea bidireccional y que esto no sea necesario.

### Módem para satélite

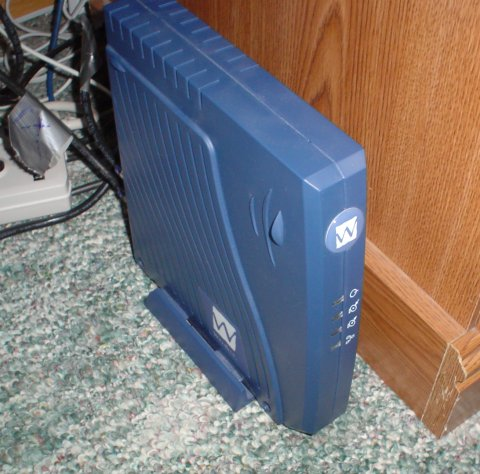
Un módem satelital de la compañía estadounidense WildBlue.

Existen dos tipos de módems para la conexión por satélite (satmódem), en función de la conexión a Internet:
- Los módems unidireccionales (unimódem), cuya característica principal es que sólo pueden recibir datos. Sólo cuentan con un canal de entrada, también llamado directo o "forward" y son conocidos como DVB-IP. Así, para enviar y recibir datos desde Internet se necesita además una conexión terrestre (telefónica o por cable).

- Los módems bidireccionales (bimódem), capaces de recibir y enviar datos. Además del canal de entrada, cuentan con un canal de retorno (subida o uplink), vía satélite. Estos módems cuentan con el estándar DOCSIS over satellite y, adicionalmente, con DVB-RCS (Return Channel via Satellite). No necesita una conexión adicional convencional.

Estos módems se pueden adquirir por separado del resto del equipamiento, como puede ser la antena.

## Antena parabólica

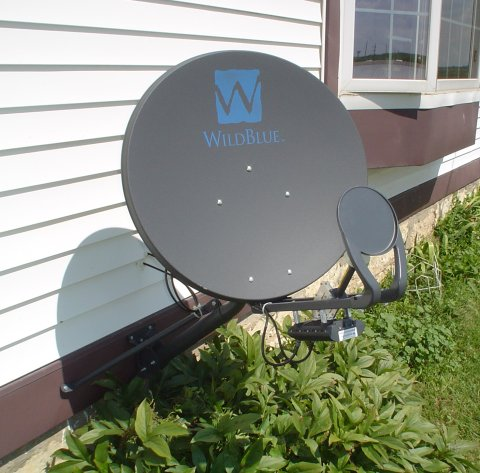
Antena parabólica destinada a la conexión a Internet por satélite.

En primer lugar hay que mencionar que el diámetro de la antena parabólica está en función de la zona de cobertura (huella o footprint) del satélite que nos dé acceso a Internet.
Los tipos de antenas parabólicas más importantes son los siguientes:

### Foco primario
La superficie de la antena es un paraboloide de revolución, todas las ondas inciden paralelamente al eje principal se reflejan y van a parar al Foco. El Foco está centrado en el paraboloide.
Tiene un rendimiento máximo del 60 % aproximadamente, es decir, de toda la energía que llega a la superficie de la antena, el 60 % llega al foco y se aprovecha, el resto no llega al foco y se pierde; se suelen ver de tamaño grande, aproximadamente de 1,5 m de diámetro.

### Cassegrain
Es similar a la de Foco Primario, sólo que tiene dos reflectores; el mayor apunta al lugar de recepción, y las ondas al chocar, se reflejan y van al Foco donde está el reflector menor; al chocar las ondas, van al último Foco, donde estará colocado el detector.
Se suelen utilizar en antenas muy grandes, donde es difícil llegar al Foco para el mantenimiento de la antena.

### Antenas planas o de "Offset"
Se están utilizando mucho actualmente para la recepción de los satélites de alta potencia (DBS), como el Hispasat.
Este tipo de antena no requiere apuntar tan precisamente al satélite, aunque lógicamente hay que orientarlas hacia el satélite determinado.
Su rendimiento es de hasta un 85%, y su principal característica es que el foco no está situado en el centro de la antena, sino en la parte baja de esta. Se consigue pues, que la inclinación necesaria para la antena sea menor, pudiéndose instalar en una pared.
La "relación de offset" mide la diferencia entre la inclinación real de la antena y la inclinación de la señal que se está captando.
Por ejemplo, en una antena offset habitual, para captar un satélite que se encuentra en un ángulo de 40º sobre el horizonte, sólo será necesario dar una elevación de 20º.

## Alimentador
El alimentador o iluminador se encarga de recoger las microondas concentradas en el foco de la parábola y pasarlas al elemento siguiente. El alimentador nos permite recibir todas las polaridades que llegan a la antena, las cuales serán separadas más adelante. Para separar las dos polaridades más usuales (polarización lineal, vertical y horizontal) hay dos tipos de dispositivos, uno para instalaciones de vecinos: ortomodo, y otro para instalaciones unifamiliares: polarrotor
- Polarrotor: permite la recepción de las dos polaridades utilizando un solo conversor LNB. Su funcionamiento se basa en el giro de 90º de una sonda situada en su interior. Como se pierden los canales de la otra polaridad no puede utilizarse en instalaciones colectivas.

- Ortomodo: permite la recepción simultánea de señales con polarización vertical y horizontal mediante la utilización de un repartidor de guías de onda en el que una de las guías se gira 90º. A él se tendrá que conectar dos conversores LNB, uno para cada polarización.

## Conversores

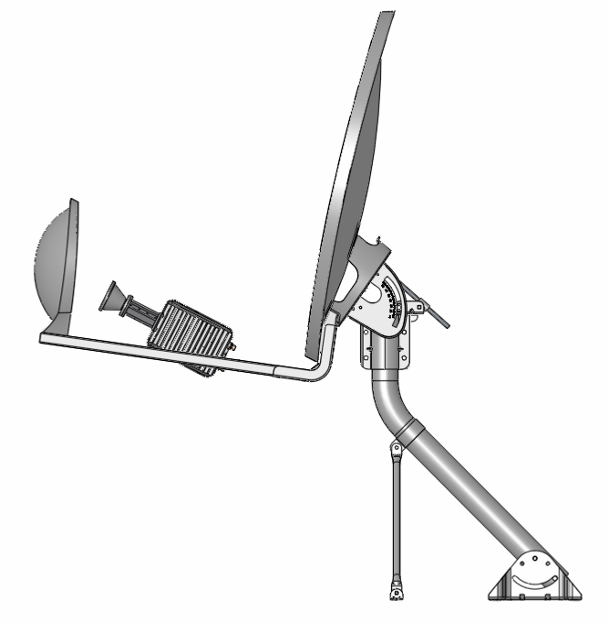
Antena Tooway para Internet de doble vía

La señal del haz descendente, que se refleja en la superficie de la antena parabólica, orientada al satélite determinado, concentra toda su energía en el Foco, y a través del iluminador situado en dicho punto, se introduce la señal en el amplificador previo.
La señal captada por la antena es muy débil, por la gran atenuación que sufre en el espacio desde el satélite hasta el punto de recepción; además, por tener una frecuencia muy elevada, debe ser cambiada para que llegue al receptor (sintonizador de satélite) a una frecuencia mucho más baja, con lo que se logra que se propague por el cable coaxial con una atenuación menor. El dispositivo encargado de ello se denomina Conversor y al ser de bajo nivel de ruido se denomina conversor de bajo nivel de ruido o LNC, que unido a un amplificador de bajo nivel de ruido o LNA y a un oscilador local, forma lo que se llama LNB (Low Noise Block) o bloque de Bajo nivel de ruido, que comúnmente se denomina Conversor LNB.
{\displaystyle LNB=LNA+Up/DownConverter}
Los LNB han de ser Universales o Digitales, para poder recibir todo el ancho de banda, desde 10,7 a 12,75 GHz, conocida como banda Ku.
La alimentación del conversor se realiza a través del propio cable de señal con sus correspondientes filtros de baja frecuencia en 15 o 20 V de tensión continua.
Al Amplificador de Alta Potencia (HPA, High Power Amplifier) también se le conoce como Transmisor o Transceptor (Transceiver) ya que está en la parte transmisora. Existen varias versiones de HPAs, dependiendo de la potencia radiada y de otros factores; los hay de estado sólido (los SSPA (Solid State Power Amplifier) o SSHPA) y los hay analógicos de Tubos de Vacío como los TWT (Travelling Wave Tube) y los KPA (Klystron Power Amplifiers). Los SSPAs generalmente se usan para potencias bajas, los TWTs y los KPAs se utilizan para potencias muy altas.

## Cable
El cable que conecta la antena con la unidad interior de sintonía (tarjeta módem) ha de ser de buenas características, es decir, poca atenuación en el margen de frecuencias utilizado, los fabricantes disponen de varios modelos de este tipo de cable para poder utilizar en la instalación, sin embargo algunos instaladores utilizan el cable normal de televisión con el consiguiente aumento de la atenuación y una posible pérdida de calidad de imagen si hay muchos metros de cable; el cable más usual en esta conexión y más usado es el cable coaxial apantallado de 75 Ω.
El Cable coaxial consiste en un cable conductor interno (cilíndrico) separado de otro cable conductor externo por anillos aislantes o por un aislante macizo. Todo esto se recubre por otra capa aislante que es la funda del cable.
Este cable, aunque es más caro que el par trenzado, se puede utilizar a más larga distancia, con velocidades de transmisión superiores, menos interferencias y permite conectar más estaciones.
Se suele utilizar para televisión, telefonía a larga distancia, redes de área local, conexión de periféricos a corta distancia, entre otros.
Se utiliza para transmitir señales analógicas o digitales. Sus inconvenientes principales son: atenuación, ruido térmico, ruido de intermodulación.
Para señales analógicas, se necesita un amplificador cada pocos km y para señales digitales un repetidor cada km. Este cable lo compone la malla y el vivo. Este tipo de cable ofrece una impedancia de 50 Ω/m. El tipo de conector es el RG58.
Existen dos tipos de cable coaxial
- Banda Base: normalmente empleado en redes de computadoras, con resistencia de 50 Ω, por el que fluyen señales digitales.

- Banda Ancha: 75 Ω normalmente mueve señales analógica, posibilitando la transmisión de gran cantidad de información por varias frecuencias, y su uso más común es la televisión por cable. Esto ha permitido que muchos usuarios de Internet tengan un nuevo tipo de acceso a la red, para lo cual existe en el mercado nacional gran cantidad de dispositivos, incluyendo también módem para CATV, y como ya hemos dicho, es el usado en nuestro caso.

## Distribución de señal

### DBS (Direct Broadcast Satellite)
DBS es aquel servicio que distribuye una señal de datos (aunque también puede ser de vídeo, audio) sobre una zona amplia utilizando como receptores terminales de pequeño diámetro y como transmisores suelen ser utilizados satélites debido a que su posición espacial les permite abarcar una extensa zona de cobertura, los satélites de alta potencia DBS (Direct Broadcasting Satellite) tienen una {\displaystyle Ps>100w}.

### Mediante WiFi
Cabe la posibilidad de distribuir Internet por satélite, utilizando un sistema inalámbrico, como puede ser WiFi.

## Bandas de frecuencias utilizadas por los satélites
Cuando se trata de satélites de comunicaciones, la porción del espectro radioeléctrico que utilizarán lo determina prácticamente todo: la capacidad del sistema, la potencia y el precio. Las longitudes de onda diferentes poseen propiedades diferentes. Las longitudes de onda largas pueden recorrer grandes distancias y atravesar obstáculos. Las grandes longitudes de onda pueden rodear edificios o atravesar montañas, pero cuanto mayor sea la frecuencia (y por tanto, menor la longitud de onda), más fácilmente pueden detenerse las ondas.
Cuando las frecuencias son lo suficientemente altas (hablamos de decenas de gigahertz), las ondas pueden ser detenidas por objetos como las hojas o las gotas de lluvia, provocando el fenómeno denominado "rain fade". Para superar este fenómeno se necesita más potencia en la señal recibida, lo que implica transmisores más potentes o antenas más enfocadas, que provocan que el precio del satélite aumente.
La ventaja de las frecuencias elevadas (las bandas Ku y Ka) es que permiten a los transmisores enviar más información por segundo. Esto es debido a que la información se deposita generalmente en cierta parte de la onda: la cresta, el valle, el principio o el fin. El compromiso de las altas frecuencias es que pueden transportar más información, pero necesitan más potencia para evitar los bloqueos, mayores antenas y equipos más caros. Concretamente, las bandas más utilizadas en los sistemas de satélites son:
Banda L.
- Rango de frecuencias: 1.53-2.7 GHz.
- Ventajas: grandes longitudes de onda pueden penetrar a través de las estructuras terrestres; precisan transmisores de menor potencia.
- Inconvenientes: poca capacidad de transmisión de datos.

Banda Ku.
- Rango de frecuencias: en recepción 11.7-12.7 GHz, y en transmisión 14-17.8 GHz.
- Ventajas: longitudes de onda medianas que traspasan la mayoría de los obstáculos y transportan una gran cantidad de datos.
- Inconvenientes: la mayoría de las ubicaciones están adjudicadas.

Banda Ka.
- Rango de frecuencias: 18-31 GHz.
- Ventajas: amplio espectro de ubicaciones disponible; las longitudes de onda transportan grandes cantidades de datos.
- Inconvenientes: son necesarios transmisores muy potentes; sensible a interferencias ambientales.

Banda C.
- Rango de frecuencias: 3.4-6.4 GHz.
- Ventajas: Es menos susceptible a efectos climáticos como la lluvia comparado con la banda KU y Ka
- Inconvenientes: Los costos por equipamiento es un poco más elevado que la Banda Ku;

## Métodos de acceso múltiple (Multiplexación)
El acceso múltiple está definido como una técnica donde más de un par de estaciones terrestres pueden simultáneamente usar un transpondedor del satélite.
La mayoría de las aplicaciones de comunicaciones por satélite involucran un número grande de estaciones terrestres comunicándose una con la otra a través de un canal satelital (de voz, datos o vídeo). El concepto de múltiple acceso involucra sistemas que hacen posible que múltiples estaciones terrestres interconecten sus enlaces de comunicaciones a través de un simple transpondedor. Esas portadoras pueden ser moduladas por canales simples o múltiples que incluyen señales de voz, datos o vídeo.
Existen muchas implementaciones específicas de sistemas de múltiple acceso, pero existen solo tres tipos de sistemas fundamentales:
Frecuency-división múltiple access (FDMA)
El acceso múltiple por división de frecuencias. Este tipo de sistemas canalizan el transponedor usando múltiples portadoras, donde a cada portadora le asigna un par de frecuencias. El ancho de banda total utilizado dependerá del número total de portadoras. Existen dos variantes de esta técnica: SCPC (Single Channel Per Carrier) y MCPC (Multiple Channel Per Carrier).
Time-division múltiple access (TDMA)
El Acceso múltiple por división de tiempo está caracterizado por el uso de ranuras de tiempo asignadas a cada portadora. Existen otras variantes a este método, el más conocido es DAMA (Demand Assigned Multiple Access), el cual asigna ranuras de tiempo de acuerdo a la demanda del canal. Una de las ventajas del TDMA con respecto a los otros es que optimiza del ancho de banda.
Code-division múltiple access (CDMA)
El Acceso múltiple por división de código mejor conocido como Spread Spectrum (Espectro esparcido) es una técnica de modulación que convierten la señal en banda base en una señal modulada con un espectro de ancho de banda que cubre o se esparce sobre una banda de magnitud más grande que la que normalmente se necesita para transmitir la señal en banda base por sí misma. Es una técnica muy robusta en contra de la interferencia en el espectro común de radio y ha sido usado muy ampliamente en aplicaciones militares. Esta técnica se aplica en comunicaciones vía satélite particularmente para transmisión de datos a bajas velocidades.

## Unidireccional y bidireccional
Hay dos tipos de conexión:
- Conexión unidireccional: como solo podemos recibir datos mediante el satélite necesitamos un módem convencional para enviar los datos al ISP, a continuación la información requerida nos será enviada a través del satélite, en la siguiente imagen se ve cómo funciona este sistema. Suele hacer falta un módem convencional con acceso a Internet, también conocido como módem telefónico (incluyendo módem USB). Se requerirá únicamente para las conexiones de gama inferior (unidireccionales) y su función es la de enviar los datos al servidor.

- Conexión bidireccional,[3] como Tooway o utilizando un teléfono satelital:[4] en esta conexión si es posible realizar tanto el envío como la recepción de datos a través del satélite. Véase canal de retorno.

## Outernet

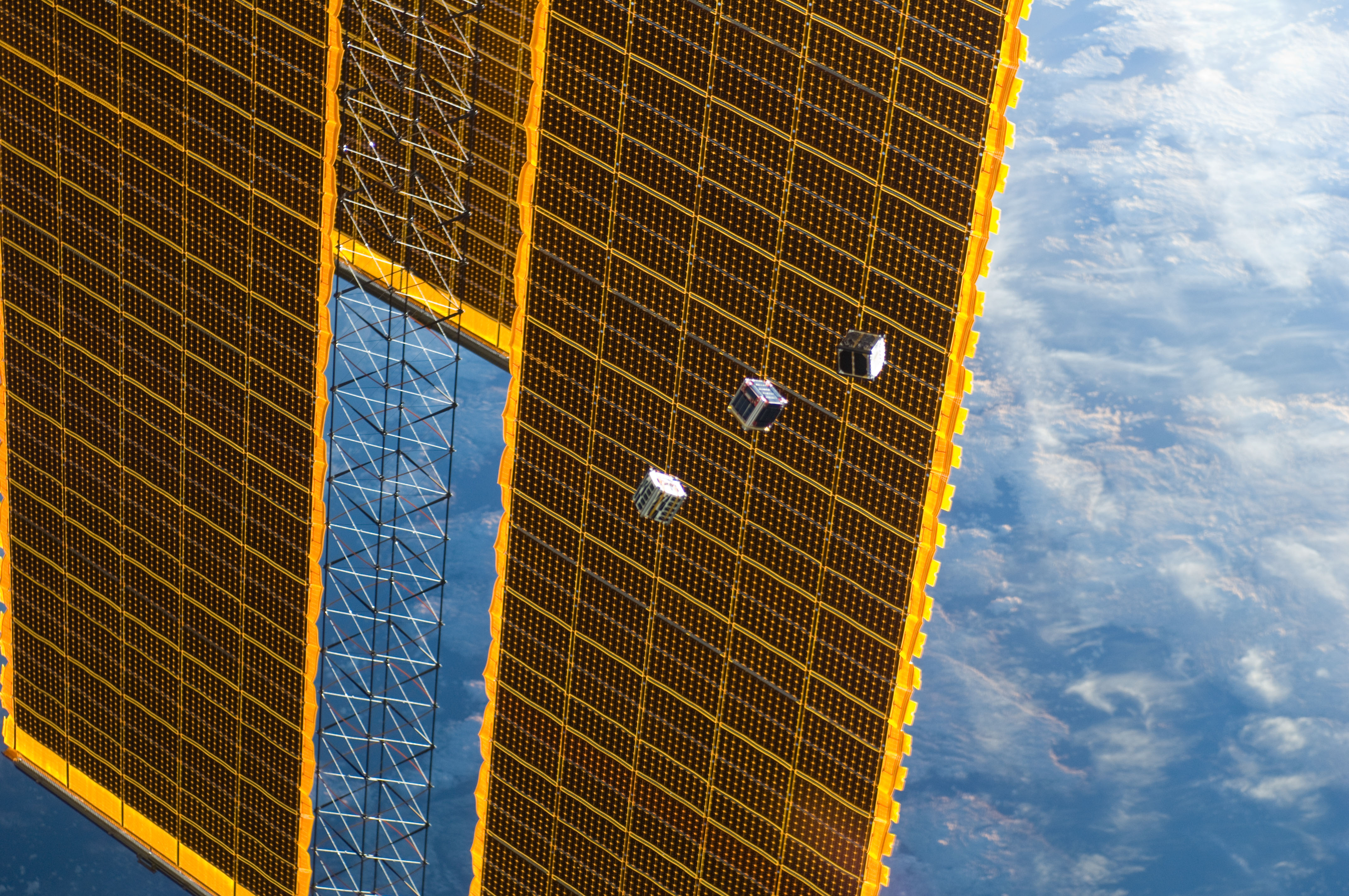
Para outernet usan una constelación de CubeSats, satélites en miniatura que desde una órbita baja emiten vía radio para cualquier dispositivo con Wi-Fi.

Esta tecnología permite el acceso satelital libre a Internet. Varios micro satélites CubeSats orbitan la Tierra para dar acceso público al ciberespacio, desde fuera del planeta (de ahí el nombre de outernet).
Aun así, ofrecer la web vía satélite a lugares a los que no llegan las líneas de comunicación habituales no es una idea nueva, pero hasta ahora es una solución cara y que en muchos casos tampoco asegura una gran velocidad. Mantener outernet en funcionamiento posee unos costes que para seguir sufragando año a año.
Personas de todo el mundo, mediante celulares inteligentes participaron en la selección y priorización de los contenidos que serán trasmitidos. Se ha solicitado a la NASA utilizar la Estación Espacial Internacional para probar su tecnología.

## Instalación, alquiler y prepago
La instalación del equipo la puede llevar a cabo un instalador o bien el propio usuario (autoinstalación).
También cabe la posibilidad de alquilar, en vez de comprar, el equipamiento necesario para conectar a Internet, debiendo devolver el equipo en el momento de la baja.
Por otro lado, además del pospago, con algunos operadores cabe la posibilidad de contratar Internet por satélite prepago.